# Companhia do Pagode
Companhia do Pagode é um grupo brasileiro pagode baiano formado na cidade de Salvador em 1994.
A Companhia do Pagode faz parte da história da música da Bahia e tornou-se célebre pela música "Na Boquinha da Garrafa".

## História

### Primeira fase
Em 1994, Diumbanda saiu do Gera Samba e formou a Companhia do Pagode com os dançarinos Sara Verônica e Tom, também focado no pagode baiano.
Em 1995, a banda viveu seu auge e alcançou grande popularidade no Brasil com a música "Na Boquinha da Garrafa". Foram milhões de discos vendidos, participações especiais nos maiores programas das principais emissoras de TV do país, shows lotados e disco de platina pela Associação Brasileira de Produtores de Discos (ABPD) com o CD Na Dança do Striptease. Diumbanda, que já era policial militar na Bahia há 13 anos, se afastou do cargo para dedicar-se aos inúmeros shows que a banda realizou na época.
Em 1997, Diumbanda deixou os vocais e assumiu Negão Jamaica, irmão do Beto Jamaica e a dançarina Paula Lacerda substituiu Sara. No mesmo ano, conquistaram o disco de ouro com o álbum Companhia do Pagode Ao Vivo, com mais de 150 mil cópias vendidas em uma semana.
Em 1998, Tom foi substituído por duas finalistas do concurso "A Nova Loira do Tchan": Leila Farias e Daniela Freitas.
Em 2000, Negão Jamaica deixa os vocais e assume Cláudia Leitte, que ficou apenas um ano antes de sair para formar o Babado Novo. A Companhia do Pagode então chega oficialmente ao fim.
Entre 2011 e 2012, Diumbanda montou um grupo similar intitulado Bokinha da Garrafa.

### Retorno das atividades
Em 2022, Diumbanda reassumiu a Companhia do Pagode. A primeira faixa lançada foi “Empina o Bumbum”.
Hoje está com a formação duplamente original: Diumbanda e Negão Jamaica.
No Carnaval de 2023, Sara Verônica participa da banda, mas logo em seguida desiste, dizendo que não tinha mais condições de dançar.
No final de 2023, os fãs ganharam um presente com a nova roupagem de "Boquinha da Garrafa", um sucesso que continua ecoando nos paredões e caixas de som, conquistando MC GW, que produziu a versão GW da música, disponível em todas as plataformas digitais.
Em maio de 2024, lançam nas plataformas digitais o EP Duplamente Original, com releituras de sucessos que marcaram a trajetória da banda, como "Boquinha na Garrafa", "Bicicletinha" e "Dança da Ondinha".

## Discografia
- Na Boquinha da Garrafa (1995) - Polygram
- Na Dança do Striptease (1996) - Polygram
- Ao Vivo – Companhia do Pagode (1997)
- Nhec, Nhec, Roinc, Roinc (1998)
- Psiu-Psiu (1999)
- Dança do Canguru (2000)
- Na Boquinha da Garrafa Versão GW (2023) - Cara de Urso Produções Artísticas
- Duplamente Original (EP) (2024)